# Sibonginkosi Gamedze
Sibonginkosi Gamedze (ur. 26 grudnia 1993 w Siphofaneni) – suazyjski piłkarz grający na pozycji pomocnika. Od 2018 jest zawodnikiem klubu Mbabane Highlanders.

## Kariera klubowa
Swoją karierę piłkarską Gamedze rozpoczął w klubie Mbabane Highlanders. W 2010 roku zadebiutował w jego barwach w suazyjskiej pierwszej lidze. Grał w nim do 2016 roku. W sezonie 2015/2016 wywalczył z nim wicemistrzostwo kraju. W latach 2016–2018 grał w klubie Matsapha United, a w 2018 wrócił do Mbabane Highlanders. W sezonie 2021/2022 został wicemistrzem kraju.

## Kariera reprezentacyjna
W reprezentacji Eswatini Gamedze zadebiutował 2 września 2011 roku w przegranym 0:2 meczu kwalifikacji do Pucharu Narodów Afryki 2012 z Ghaną, rozegranym w Akrze.